# George Santayana
Jorge Agustín Nicolás Ruiz de Santayana y Borrás, más conocido como George Santayana (Madrid, 16 de diciembre de 1863-Roma, 26 de septiembre de 1952) fue un filósofo, ensayista, poeta y novelista español. Santayana, que creció y se formó en Estados Unidos, escribió toda su obra en inglés y es considerado un hombre de letras estadounidense. A los cuarenta y ocho años de edad dejó de enseñar en la Universidad de Harvard y volvió a Europa, donde murió. Su último deseo fue ser enterrado en el panteón español en Roma. Probablemente su cita más conocida sea «Aquellos que no pueden recordar el pasado están condenados a repetirlo», de La razón en el sentido común, el primero de los cinco volúmenes de su obra La vida de la razón.

## Biografía
Su padre, Agustín Ruiz de Santayana (1812-1893), fue un diplomático nacido en Zamora, intelectual y latinista (tradujo las tragedias de Séneca), además de aficionado a la pintura; su madre, Josefina Borrás (c. 1826-1912), hija de un oficial y diplomático español, José Borrás y Bofarull, había nacido en Londres y había sido educada en Glasgow (Escocia). Jorge fue el único hijo del segundo matrimonio de su madre, que cuando se casó con Agustín era viuda de George Sturgis (1817-1857), un comerciante de Boston con quien había tenido cinco hijos, de los que le habían sobrevivido tres: Susana, Josefina y Roberto Sturgis. Ella continuó viviendo en Boston tras la muerte en 1857 de su primer marido, pero en 1861 se llevó a sus tres hijos supervivientes a Madrid y fue allí donde se casó, en 1862, con Agustín, al que ya conocía de sus años juveniles en las Filipinas, donde el padre de Josefina había ejercido como gobernador de la isla de Batán.
La familia vivió en Madrid y en Ávila, donde el joven Jorge pasó su infancia. En 1869, su madre decidió volver sola a Boston junto a los hijos de su primer matrimonio, dejando a Jorge, que entonces tenía cinco años, al cuidado de su padre en Ávila, ciudad a la que estuvo siempre vinculado y volvía cada verano, pues aquí vivía su hermana Susana Sturgis, casada con Celedonio Sastre, abogado y administrador de fincas con propiedades en Zorita de los Molinos (municipio de Mingorría). Sobre su estancia estival en Ávila escribió recuerdos de la sociedad abulense y su paisaje urbano.
Jorge y su padre la siguieron en 1872; pero, no encontrando la ciudad y la vida americana de su agrado, su padre decidió al poco regresar solo a España, donde permaneció ya el resto de su vida, de forma que Jorge se quedó con su madre en Boston y no volvió a ver a su padre hasta las vacaciones de verano de su periodo como estudiante en Harvard. Sus padres vivieron así, aunque casados, separados desde que tenía cinco años. En algún momento a lo largo de este periodo Jorge americanizó su nombre a George, su equivalente en inglés. Desde los ocho años se formó en Boston y aprendió inglés como un nativo, lo que le permitió destacar en el mundo académico y literario estadounidense,  por más que jamás terminó de asimilar este nuevo mundo, viviendo tan ajeno y despegado de todo lo norteamericano en general que en su autobiografía Persons and Places puede leerse lo siguiente: "He procurado escribir en inglés la mayor cantidad de cosas no inglesas que he podido".

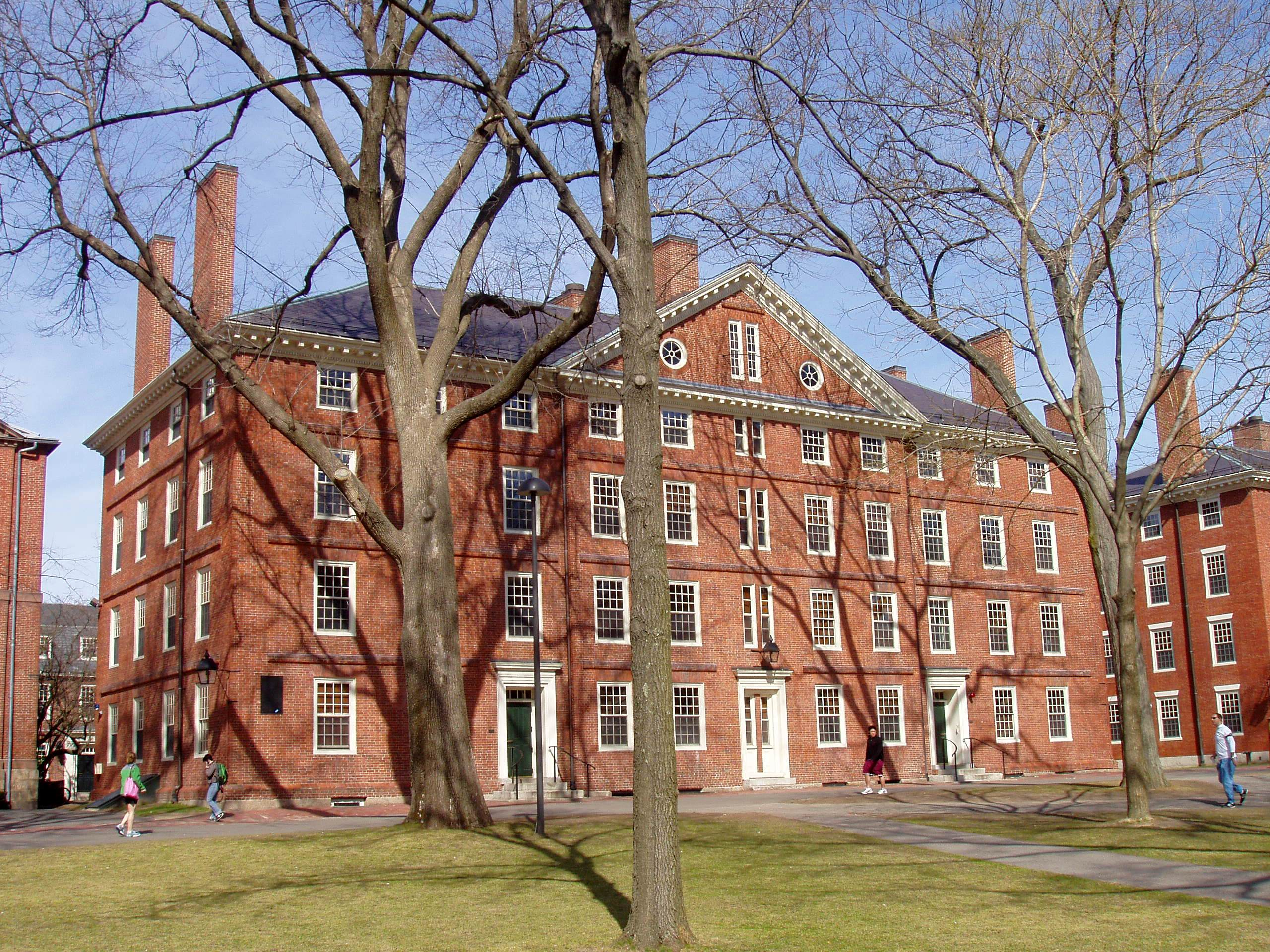
Hollis Hall, donde residió Santayana durante sus estudios en Harvard.

Santayana asistió a la Boston Latin School, la más antigua escuela pública de los Estados Unidos, reservada a los llamados "brahmanes de Boston" o clase alta de la ciudad, y luego a la Universidad de Harvard, donde estuvo bajo la tutela de William James y Josiah Royce. Este último sería también su director de tesis. Poco inclinado a las actividades deportivas, como alternativa se incluyó en no menos de once clubes, entre ellos la sociedad literaria O. K., y fundó y presidió el Club de Filosofía. Además fue editor y dibujante de The Harvard Lampoon, y cofundador de la revista literaria The Harvard Monthly. En diciembre de 1885 interpretó el papel de lady Elfrida en la pieza teatral Robin Hood y participó en la producción de Papillonetta en la primavera de su último año. Después de graduarse en la hermandad Phi Beta Kappa en 1886, estudió dos años en Berlín y regresó de nuevo a Harvard, donde supervisado por William James hizo una tesis sobre Rudolf Hermann Lotze y enseñó filosofía como profesor ayudante de su mentor. En 1907 pasó a ser full profesor, esto es, catedrático. Formó parte, así, de la llamada Edad de Oro de la Filosofía en Harvard.
Además de sus viajes regulares a España los veranos, viajó por Europa (Cambridge, donde amistó con Bertrand Russell; Oxford, la Sorbona y Roma). De 1896 a 1897 Santayana estudió en el King's College de Cambridge, donde profundizó en el estudio de Platón y sus discípulos.
Algunos de sus alumnos en Harvard llegaron a ser famosos por méritos propios: los poetas Conrad Aiken, T. S. Eliot, Robert Frost y Wallace Stevens, el último como amigo, no alumno; los periodistas y escritores Max Eastman, Van Wyck Brooks, Gertrude Stein y Walter Lippmann; los profesores Samuel Eliot Morison, Harry Austryn Wolfson y Horace Kallen; un miembro del Tribunal Superior de Justicia (Felix Frankfurter), diversos diplomáticos (incluyendo a su amigo Bronson Cutting), un rector universitario (James B. Conant) y el primer negro que se doctoró en Filosofía en los Estados Unidos, W. E. B. Du Bois. 
En 1912, una herencia de su madre le permitió retirarse de Harvard y pasar el resto de su vida desahogadamente en Europa. Después de residir algunos años en París y Oxford, estableció su residencia en Roma, en el convento de las Hermanas Azules, alrededor de 1920; allí recibió numerosas visitas —entre ellas las de Edmund Wilson, Robert Lowell y Gore Vidal— hasta el punto de bromear diciendo que, como el papa, recibía "visitas que no estaba obligado a devolver". Eso no significa que se mantuviera aislado: mantuvo una correspondencia ciclópea de la que se han recuperado 3000 misivas enviadas a unos 300 corresponsales, publicada en ocho volúmenes entre 2001 y 2008.
En uno de sus poemas, "El testamento del poeta", Santayana precisó el sentido de su vida:

A la tierra devuelvo cuanto me dio la tierra, / todo otra vez al surco, nada para la tumba. / Extinguidos la llama y el vigilante espíritu / cuanto antes la visión, ya no alcanza la mirada. / Solo dejo el sonido de unas cuantas palabras, / cuyos ecos burlones vagamente resuenan. / Yo he cantado a los cielos: "Mi exilio me hizo libre" / y de uno a otro mundo, por todos me llevó. / Respetuosas las Furias y benignos los Hados, / paseé por los firmes claustros del intelecto. / Cualquier tiempo mi tiempo, cualquier lugar mi sitio / mi rostro no vio envidias, esperanza o temor. / Fuera cual fuera el viento hice mía la antigua / verdad, y maduré mi amistad en el vino / mientras cielos risueños extendían con sus alas / briznas de luz y llanto por las cosas mortales. / A la tenue armonía del prado con la nube, / del cuerpo con el alma, mi culto consagré. / ¡Que la forma, la música y el aire en que alentamos / colmen con su belleza mi imperfecta plegaria!

Rechazó a la vez el progreso moderno y lo sobrenatural, y reivindicó el humanismo grecolatino y el liberalismo. Durante sus cuarenta años en Europa escribió diecinueve libros y rechazó importantes puestos académicos. La mayoría de sus amigos y corresponsales fueron estadounidenses, incluyendo su asistente y eventual productor literario, Daniel Cory. Ya anciano, Santayana se encontró en el candelero otra vez, en parte porque sus memorias noveladas, The Last Puritan (1935), fueron muy bien acogidas generándole una nueva fuente de ingresos, de manera tal que pudo apoyar a otros filósofos como Bertrand Russell (aunque no estaba de acuerdo con él ni en el terreno filosófico ni en el político). Santayana nunca se casó y vivió muy discretamente su homosexualidad, que el radical Max Eastman ridiculizó dejándola entrever en público.

## Filosofía
The Sense of Beauty (1896), con prólogo de Arthur Danto, fue su primer libro sobre estética escrito en los Estados Unidos. The Life of Reason (5 vols., 1905-1906), fue el punto más alto de su carrera en Harvard, y relata el camino "imaginativo" por el que las culturas y sociedades han ido conformándose.
Aunque Santayana no fue un pragmático a la manera de William James, Charles Peirce, Josiah Royce o John Dewey, The Life of Reason puede ser considerada la primera obra extensa sobre el pragmatismo. El filósofo poseía también amplios conocimientos sobre la Teoría de la Evolución. Fue un comprometido naturalista metafísico, en el cual la cognición, las prácticas culturales, y las instituciones evolucionaban hasta armonizar con su ambiente, cuyo valor se extiende hasta facilitar la felicidad en el ser humano.

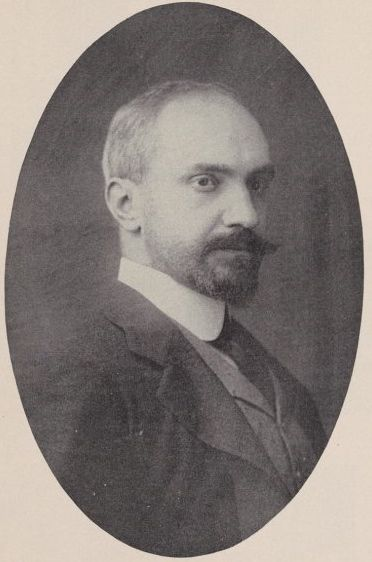
Santayana al comienzo de su carrera.

La gran obra filosófica donde expone su ontología y su epistemología es The Realms of Being (1927-1940, 4 vols.) que establece cuatro "regiones" o dominios de la realidad. El primero es "The Realm of Essence", donde la esencia es parecida al eidos platónico, pero se distingue en el estatus ontológico que posee. La esencia es un dato puro y todas las esencias posibles forman el "reino de la esencia", que curiosamente también es una esencia. La esencia fue el concepto clave en la contestación de los realistas críticos a los realistas ingenuos. 
Aunque casi todo sea del dominio de la esencia, debe recordarse que solo es un reino más. El segundo reino es el "Realm of Matter": la materia, fundamento de su filosofía, porque ante todo es lo primero que hay y lo que siempre ha existido, existe y existirá. Esta fuerza es equiparable a una matriz. El libro cuenta con algunos capítulos como "espacio y tiempo sentimental" y "tropo", concepto que sería la esencia específica de un acontecimiento.
El otro reino es el de la verdad: "Realm of Truth", intersección entre "Essence" (esencia) y "Matter" (materia); este libro es una contestación a los pragmatistas y su concepción epistemológica de la verdad, mientras que la de Santayana es ontológica en el sentido platónico de que hay una realidad eterna que se descubre.
El último libro dentro de Los reinos del ser es "The Realm of Spirit", el reino del espíritu; es el más completo de los libros, con capítulos como "intuición" o "animismo cósmico". El espíritu según Santayana es la "actualidad pura" que permite el "moldeo" de la realidad; aquí la libertad adquiere una dimensión ontológica y no solo práctica. Santayana conserva su lado idealista heredado de Hegel cuando habla de la naturaleza y del espíritu como manifestaciones de la idea, y de Rudolf Hermann Lotze, estudiando no precisamente lo que hay, sino lo que puede haber.
Él fue uno de los pioneros en adherirse al epifenomenismo, pero también admiró las obras clásicas del materialismo de Demócrito y Lucrecio. Santayana mantuvo además el pensamiento de Baruch Spinoza en muy alta estima, aunque sin apegarse demasiado al racionalismo o panteísmo característicos de Spinoza.
En su libro Escepticismo y fe animal esta esbozado su naturalismo; en este sentido, la única manera natural de acercarnos a la naturaleza es mediante la fe animal. El conocimiento sería una abstracción de la fe animal.
Aunque ateo, Santayana se consideraba a sí mismo un «católico estético», y pasó los últimos diez años de su vida en una residencia romana bajo el cuidado de monjas católicas. En 1941, ingresa en un hogar de jubilados regentado por monjas, la Clinica della Piccola Compagnia di Maria, donde permanecerá hasta su muerte en septiembre de 1952. Como no quiso hacerse enterrar en tierra consagrada, su inhumación en Italia se convirtió en un problema. Finalmente, el consulado de España en Roma aceptó que sus restos descansaran en el Panteón de la Obra Pía Española, en el cementerio de Campo Verano.

## Literatura
Santayana fue uno de los mejores estilistas de la tradición clásica estadounidense junto con Ralph Waldo Emerson. El tema dominante de sus escritos es la relación entre la literatura, el arte, la religión y la filosofía.
Su extensa novela The Last Puritan: A Memoir in the Form of a Novel, Londres: Constable eds., 1935 ("El último puritano. Memoria en forma de novela"), es tal vez el más grande Bildungsroman de la literatura estadounidense. De entre las autobiografías estadounidenses, su trabajo Persons and Places (Personas y lugares) merecería quizá ser colocado a la altura de The Education of Henry Adams, la autobiografía de este famoso autor. Dividida en cinco partes cuidadosamente bautizadas "Ascendencia" (Ancestry), "Infancia" (Boyhood), "Primera Peregrinación" (First Pilgrimage), "En la Órbita Doméstica" (In the Home Orbit) y "Última Peregrinación" (Last Pilgrimage), narra las peripecias que contribuyen a la formación de un alter ego del autor, de nombre Oliver Alden, quien, a pesar de haber cruzado varias veces el Atlántico y haber dado una vez la vuelta al mundo, siempre se daba cuenta
De lo inevitablemente concentrado y encerrado que estaba en sí mismo; no sólo psicológicamente, en su espíritu y persona, sino también social y moralmente en su mundo casero (home world), p. 693.
Fue un éxito de crítica y público. El autor había dedicado cuarenta y siete años de su vida a la construcción de esta su única novela, que fue nominada al premio Pulitzer, no ganándolo por no tener su autor la nacionalidad norteamericana (siempre quiso conservar la española). También fue candidato al premio Nobel de literatura.
Las obras de Santayana contienen opiniones personales y bon mots ('dichos sentenciosos memorables'). Sus ensayos y libros tratan sobre una gran variedad de temas, incluyendo filosofía, crítica literaria, política, historia de las ideas, estudios sobre la naturaleza humana, la moral y una alusión a la influencia de la religión sobre la cultura y la sociabilidad de la psicología, todo escrito con ingenio y humor, dándole a la lengua inglesa un matiz distinto del habitual.
Mientras que algunos de sus libros específicamente filosóficos pueden parecer difíciles, la mayoría de sus escritos literarios son más accesibles para el público en general y exhiben una pulcritud y elegancia muy superiores a la de los demás estilistas de su tiempo. Santayana escribió además algunos poemas y piezas teatrales. Y a su muerte dejó varios volúmenes de correspondencia, que sólo desde el año 2000 se fueron publicando.
Santayana representaba a una cierta aristocracia bostoniana presuntamente elitista pero muy accesible y no del todo exenta de prejuicios. Se podría describirlo como un elegante conservador, mediterráneo pero nada pasional, del estilo de Paul Valéry, mantenedor de un «olímpico distanciamiento», en especial de todo lo norteamericano, y aguzado por un objetivismo irónico e imparcial: "Vivimos dramáticamente en un mundo que no es dramático".

## Miscelánea
- El título de Wallace Stevens To an Old Philosopher in Rome hace referencia a George Santayana.
- La frase «Sólo la muerte ha visto la terminación de la guerra» es de George Santayana, aunque fue atribuida a Platón por Douglas MacArthur, así como en los créditos de las películas estadounidenses Black Hawk Down, Platoon, y algunas otras películas de guerra, al igual que el libro, War Is a Force That Gives Us Meaning, de Chris Hedges (New York: Anchor Books, 2003).
- La frase «Santayana goodbye» en la canción We Didn't Start the Fire, de Billy Joel, se refiere a la muerte de Jorge Santayana.
- El título de la película Waking Life del director Richard Linklater hace referencia a la máxima de Jorge Santayana: "Sanity is a madness put to good uses; waking life is a dream controlled". Esta se traduciría al español como: "La cordura es una locura que se usa para bien; la vida despierta es un sueño controlado".
- En la serie Babylon 5 (temporada 1, capítulo 4) la comandante Susan Ivanova cita la frase "aquellos que no recuerdan el pasado, están condenados a repetirlo", aunque, debido a un error de traducción, pronuncia su nombre como Santillana. En realidad refunde la frase de Karl Marx de que la historia se repite, primero como tragedia y luego como farsa.